# Georgisch-Orthodoxe Kerk
De Georgisch-Apostolische Autonome Orthodoxe Kerk (Georgisch: საქართველოს სამოციქულო მართლმადიდებელი ავტოკეფალური ეკლესია , Sakartvelos Samocikulo Martlmadidebeli Avtok'epaluri Ek'lesia) behoort tot de oosters-orthodoxe kerken. Ze is een autocefale kerk onder leiding van een patriarch.
Volgens de traditie vindt deze kerk haar oorsprong in de prediking van de Apostel Andreas in het gebied rond de Zwarte Zee. De kerstening in de vierde eeuw door Nino van Georgië, genaamd de apostel van Georgië, wordt de "Tweede Kerstening" genoemd.

## Geschiedenis
Vanaf 303 begon de heilig verklaarde Nino van Cappadocië te prediken in het Georgische koninkrijk Iberië (Oost-Georgië). In 326 werd het christendom staatsgodsdienst onder de heersers van Iberië koning Mirian III en koningin Nana, die later beiden heilig verklaard werden. In de vierde eeuw waren er reeds vele christenen in Georgië.
Het koninkrijk Egresi dat toen nog deel uitmaakte van het Romeinse Rijk werd van de 4de tot de 6de eeuw geleidelijk aan gekerstend. In 523 werd het christendom er staatsgodsdienst. 

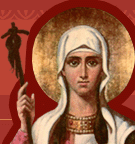
St. Nino van Cappadocië

Oorspronkelijk hing de Georgische Kerk af van het Patriarchaat van Antiochië maar in de tweede helft van de vijfde eeuw werd door koning Vachtang Gorgasali een autonome nationale kerk gesticht dit met de toestemming van de patriarch van Antiochië. De kerk werd erkend door het Byzantijnse keizer Zeno (471-491). In 466 verving de Patriarch van Antiochië de titel van bisschop van Mtscheta door deze van Katholikos van Kartli. In 1010 kreeg de Katholikos van Kartli de titel van patriarch; vanaf dan droeg de leider van de Georgisch-Orthodoxe Kerk de officiële titel Katholikos-Patriarch van Geheel Georgië.
Ondanks de invloed van de Armeense Kerk volgde de Georgische Kerk het chalcedonische geloof. In 1801 werd het koninkrijk Georgië door de Russische tsaar ingelijfd. De Georgische Kerk werd onder dwang opgenomen in de Russisch-Orthodoxe Kerk. Tijdens de Oktoberrevolutie van 1917 won ze haar autonomie terug.
De patroonheilige van Georgië is Sint Joris.

## Huidige situatie
- Patriarch: Ilia II, Katholikos-patriarch van Geheel Georgië
- Residentie: Samebakathedraal, Tbilisi
- Aantal gelovigen: ongeveer 3,5 miljoen[1] (2007)

## België en Nederland
De Georgisch-Orthodoxe Kerk heeft twee parochies in België. In Brussel is er de parochie van Sint Tamar, in Antwerpen die van Sint Nino.
In Nederland zijn er twee Georgisch-orthodoxe parochies: Verheerlijking van het Kruis in Amsterdam-Slotervaart en Sint Jan de Doper in Den Haag.
Patriarch Ilia II, was op 4 mei 1999 en op 5 mei 2005 in Nederland bij de herdenking op de Erebegraafplaats Hoge Berg Texel van de Opstand van de Georgiërs op Texel.